# دوبیزه
دوبیزه (به لهستانی:  Dubidze) یک روستا در لهستان است که در منطقه اداری گمینا نووا بژژنگتسا، در شهرستان پاینچنو، استان ووتسکی، در مرکز لهستان واقع است.
دوبیزه ۷۱۲ نفر جمعیت دارد.